# Кургак
Курга́к (рос. Кургак, башк. Көркәк) — присілок у складі Калтасинського району Башкортостану, Росія. Входить до складу Большекачаковської сільської ради.
Населення — 186 осіб (2010; 198 у 2002).
Національний склад:
- удмурти — 97 %